# 5384 Чанцзянцунь
5384 Чанцзянцунь (5384 Changjiangcun) — астероїд головного поясу, відкритий 11 листопада 1957 року.
Тіссеранів параметр щодо Юпітера — 3,768.